# Bal'haf
Bal'haf (بالحاف) is een plaats aan de zuidkust van Jemen in het gouvernement Shabwah. In vroeger tijden was het de hoofdstad van het Sultanaat Wahidi Balhaf.

## Jemen LNG
In de plaats is een fabriek voor vloeibaar aardgas, lng, gevestigd. In augustus 2005 werd opdracht gegeven voor de bouw en na een investering van $ 4,5 miljard kwam de fabriek van Jemen LNG in oktober 2009 in gebruik. Er kan per jaar 6,7 miljoen ton lng worden gemaakt. Het gas komt uit de binnenlanden en een 322 kilometer lange pijplijn brengt het naar de kust. Er is voldoende gas aangetoond om de fabriek 20 jaar actief te houden. Het Franse energiebedrijf Total is de beheerder en grootaandeelhouder, met een belang van 39,6%, van het project.